# Central River Region
Die Central River Region (vormals: Central River Division) ist eine von sechs Verwaltungseinheiten des westafrikanischen Staates Gambia. Die Region entspricht der Local Government Area Janjanbureh und Local Government Area Kuntaur.

## Geographie
Die 2895 km² große Region, mit dem Sitz der Verwaltungseinheit in Janjanbureh (3998 Einwohner), ist weiter unterteilt in zehn Distrikte. Mit 207.574 Einwohnern (Berechnung 2013) erstreckt sich die Division zu beiden Ufern des Gambia-Flusses. Im Westen angrenzend an die Lower River Region und die North Bank Region bis zur Upper River Region im Osten. Der Sitz der Verwaltungseinheit in Janjanbureh liegt auf der Insel Janjanbureh Island, die den eigenen Distrikt Janjanbureh bildet. Die größte Ortschaft ist mit 8535 Einwohnern Bansang im Distrikt Fulladu West.

### Distrikte
Die zehn Distrikte sind: Lower Saloum, Upper Saloum, Nianija, Niani, Sami, Niamina Dankunku, Niamina West, Niamina East, Fulladu West und Janjanbureh.

### Ortschaften
Die zehn größten Orte sind:
- Bansang, 8535
- Brikama Ba, 4204
- Janjanbureh, 3998
- Madina Umfally, 3145
- Kuntaur, 3074
- Sami, 3040
- Jarreng, 3037
- Kundang, 2555
- Kerewan Samba Sira, 2283
- Saruja, 2196

## Bevölkerung
Nach einer Erhebung von 1993 (damalige Volkszählung) stellt die größte Bevölkerungsgruppe die der Mandinka mit einem Anteil von rund drei Zehnteln, gefolgt von den Fula und den Wolof. Die Verteilung im Detail: 29,5 % Mandinka, 37,2 % Fula, 26 % Wolof, 0,6 % Jola, 4,1 % Serahule, 0,4 % Serer, 0,1 % Aku, 0,3 % Manjago, 0,6 % Bambara und 1,2 % andere Ethnien.

## Geschichte
Im Rahmen der Afrikanisierung wurde im Jahre 1995 der ehemalige Namen MacCarthy Island in Central River Division umbenannt. Die Insel MacCarthy Island wurde in Janjanbureh Island umbenannt und die Verwaltungs-Hauptstadt Georgetown in Janjanbureh.
Ende 2007 wurde im Rahmen einer Verwaltungsreform aus der ehemaligen Central River Division die Central River Region.
| \| Jahr \| Einwohnerzahl \| Bemerkung \| \| ---- \| ------------- \| ------------ \| \| 1963 \| 64.755 \| Volkszählung \| \| 1973 \| 101.901 \| Volkszählung \| \| 1983 \| 126.004 \| Volkszählung \| \| 1993 \| 156.021 \| Volkszählung \| \| 2003 \| 185.897 \| Volkszählung \| \| 2005 \| 190.616 \| Berechnung \| \| 2006 \| 192.916 \| Berechnung \| \| 2007 \| 195.173 \| Berechnung \| \| 2008 \| 197.245 \| Berechnung \| \| 2009 \| 199.336 \| Berechnung \| \| 2010 \| 201.378 \| Berechnung \| \| 2012 \| 205.342 \| Berechnung \| \| 2013 \| 207.574 \| Berechnung \| |               |              |
| Jahr | Einwohnerzahl | Bemerkung    |
| 1963 | 64.755        | Volkszählung |
| 1973 | 101.901       | Volkszählung |
| 1983 | 126.004       | Volkszählung |
| 1993 | 156.021       | Volkszählung |
| 2003 | 185.897       | Volkszählung |
| 2005 | 190.616       | Berechnung   |
| 2006 | 192.916       | Berechnung   |
| 2007 | 195.173       | Berechnung   |
| 2008 | 197.245       | Berechnung   |
| 2009 | 199.336       | Berechnung   |
| 2010 | 201.378       | Berechnung   |
| 2012 | 205.342       | Berechnung   |
| 2013 | 207.574       | Berechnung   |

## Politik
Der Verwaltungseinheit steht ein Gouverneur vor, seit März 2019 ist Sheriff Abba Sanyang Amtsinhaber dieser Position.